# فرودگاه سنت لویی د فرانسه
فرودگاه سنت لویی د فرانسه (به انگلیسی: Saint-Louis-de-France Aerodrome) یک فرودگاه خصوصی است که یک باند فرود شن دارد و طول باند آن ۷۰۱ متر است. این فرودگاه در کشور کانادا قرار دارد و در ارتفاع ۶۹ متری از سطح دریا واقع شده است.